# 竹間梨香
竹間 梨香（ちくま りか、1993年8月26日 - ）は、東京都出身の女優・タレント。エムズワールド所属。2007年に金曜プレステージ「死ぬんじゃない〜宮本警部の残したもの〜」に出演。趣味はDVD鑑賞、好きな食べ物は苺、玉こんにゃく。

## 出演

### 映画
- 「逢えてよかった」 木島久美子役（2010年）

### 舞台
- Benkei〜静恋の涙〜（2008年）
- INNOCENT SURVIVOR（2009年 劇団女神座）
- 桃色ナースステーション（2009年 劇団女神座）
- ONECHAN'S TWELVE 〜DEAD MAN'S CHEST〜（2010年 劇団女神座）
- ひまわり畑と提灯とアイツ。（2010年 劇団女神座）
- LUCK BANK 〜幸せを貯める場所〜(2011年　PU四方八方)

### TV
- 金曜プレステージ 死ぬんじゃない 〜宮本警部の残したもの〜（2008年）
- 学校へ行こう!MAX（TBS）

### CM
- 栄光ゼミナール

### DVD
- My girl special omnibus II（2011年2月20日発売）

- 竹間梨香公式ブログ - GREE
- 「国語算数りか社会★」